# Korkiasaari (ö i Södra Savolax, S:t Michel, lat 61,46, long 26,56)
Korkiasaari är en ö i Finland. Den ligger i sjön Peruvesi och i kommunen Mäntyharju i den ekonomiska regionen  S:t Michel och landskapet Södra Savolax, i den södra delen av landet, 170 km nordost om huvudstaden Helsingfors. Öns area är 0,4 hektar och dess största längd är 90 meter i sydöst-nordvästlig riktning.